# Parafield Airport
Parafield Airport är en flygplats i Australien. Den ligger i kommunen Salisbury och delstaten South Australia, omkring 15 kilometer norr om delstatshuvudstaden Adelaide.
Runt Parafield Airport är det mycket tätbefolkat, med 1 266 invånare per kvadratkilometer.. Närmaste större samhälle är Adelaide, omkring 15 kilometer söder om Parafield Airport. 
Runt Parafield Airport är det i huvudsak tätbebyggt. Genomsnittlig årsnederbörd är 593 millimeter. Den regnigaste månaden är juli, med i genomsnitt 95 mm nederbörd, och den torraste är december, med 13 mm nederbörd.